# 鄂拉山
鄂拉山是昆仑山的一个支脉。鄂拉山位於中国青海省海南藏族自治州的西部与西南部，为北北西——北西走向。鄂拉山主要山脊海拔高度均在4700米以上，虽根尔岗高达5305米，为海南州最高点。中国214国道通过鄂拉山，并有214国道鄂拉山隧道正在兴建中。